# “pure soul”TOUR '98
『“pure soul” TOUR '98』（ピュア ソウル ツアー 98）は、GLAYが1998年8月5日にリリースしたライブ・ビデオ。

## 概要
1998年に行われたツアー『TDK presents GLAY TOUR '98 pure soul』から5月10日のNHKホールの模様を中心に収録。「May Fair」「彼女の“Modern…”」「ACID HEAD」「More than Love」「SHUTTER SPEEDSのテーマ」は5月31日の大阪厚生年金会館のライブを収録。
2003年12月3日に全曲リマスタリング、特典付きでDVD化。

## 収録曲
1. 誘惑
2. Lovers change fighters,cool
3. 生きてく強さ
4. Little Lovebirds
5. May Fair
6. SOUL LOVE
7. アイ
8. I'm yours
9. 口唇
10. 彼女の“Modern…”
11. ACID HEAD
12. BELOVED
13. More than Love
14. SHUTTER SPEEDSのテーマ
15. I'm in Love

SPECIAL EDITIONS (DVDのみ)
- "誘惑" MULTI ANGLE
- LIVE PHOTO GALLERY